# Sungold Hill
Der Sungold Hill (englisch für Sonnengoldhügel) ist ein 860 m hoher Hügel mit auffällig gewölbten Hängen im Süden der westantarktischen James-Ross-Insel. Er ragt 3 km landeinwärts zwischen Kap Foster und dem Jefford Point auf.
Der Falkland Islands Dependencies Survey nahm zwischen 1958 und 1961 Vermessungen vor. Das UK Antarctic Place-Names Committee benannte ihn 1964 nach der markanten Farbgebung seines Gesteins.